# Mobile World Congress
Mobile World Congress är en årlig mässa för mobiltelefonibranschen som arrangeras i Barcelona av GSM Association. Tidigare arrangerades mässan i Cannes där den var känd som 3GSM.